# Massengräber in Ljubljana
Auf dem Gebiet der Stadtgemeinde Ljubljana wurden zwanzig Massengräber aus der Zeit des Zweiten Weltkriegs gefunden, und zwar fünf in Ljubljana selbst, vier in der Ortschaft Pance und weitere elf in Selo pri Pancah.

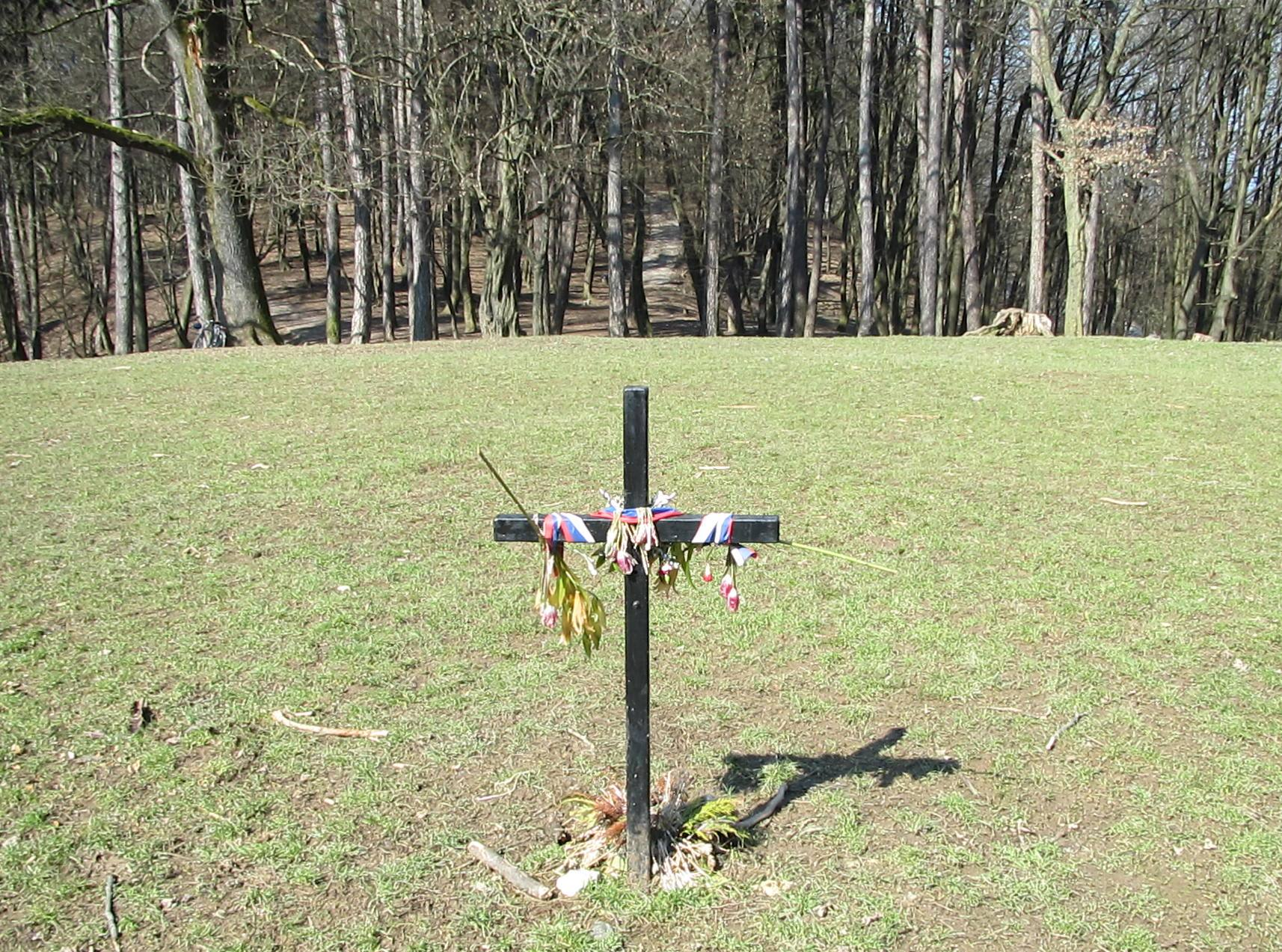
Gedenkstelle am Orlov vrh (Adler-Gipfel)

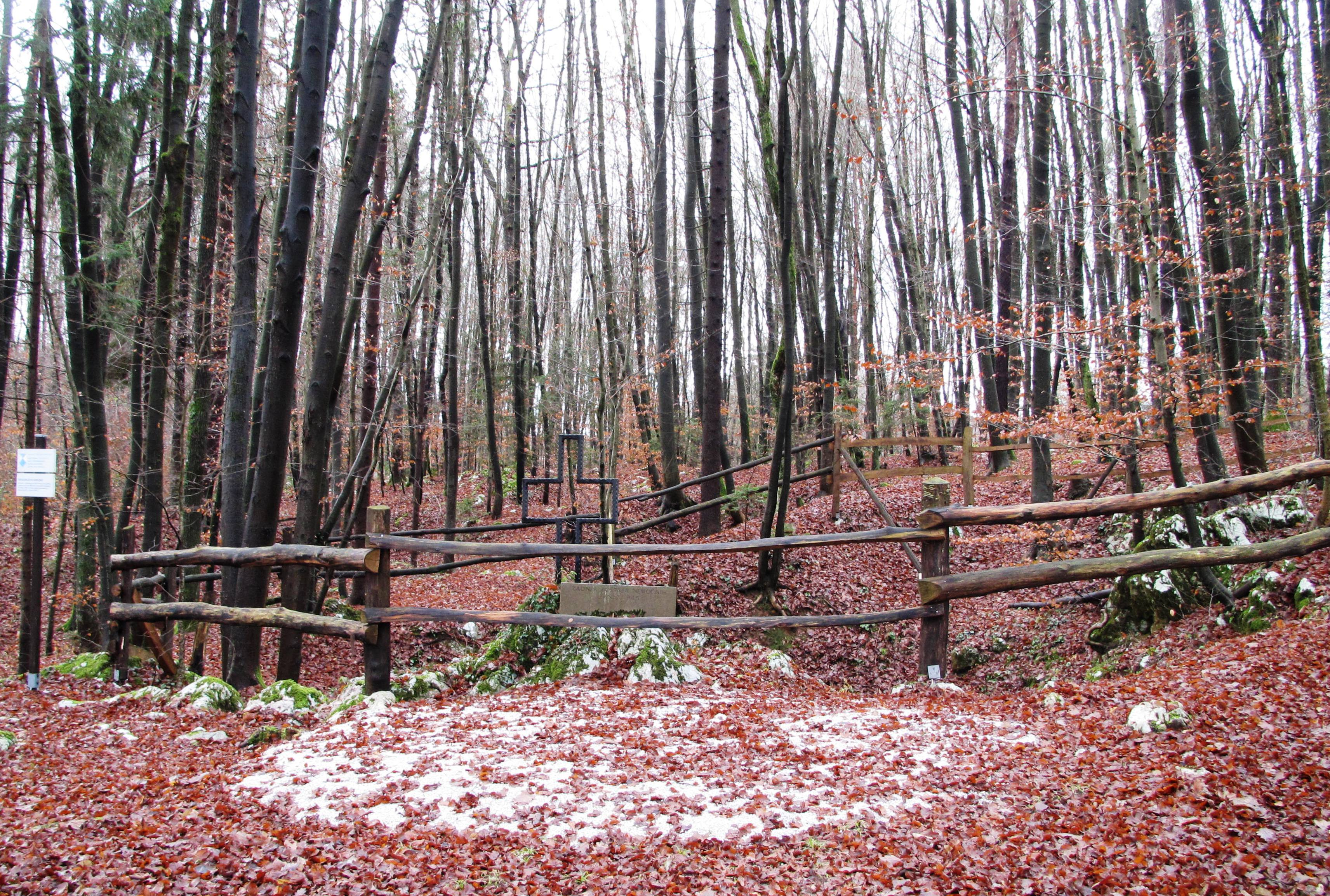
Gedenkstelle am Massengrab „Großer Brezar-Schacht“

## Hintergrund
Mit Ausnahme des Massengrabs am Orlov vrh (Adler-Gipfel) auf dem Burgberg von Ljubljana, einem ehemaligen Friedhof der Slowenischen Heimwehr aus der Kriegszeit, wurden alle wiederentdeckten  Massengräber in Ljubljana unmittelbar nach dem Zweiten Weltkrieg angelegt. Dies geschah, nachdem die britischen Streitkräfte Soldaten der Heimwehr, die von Jugoslawien nach Österreich geflüchtet waren, zwangsrepatriiert hatten.
Viele der Rückkehrer wurden im St.-Stanislaus-Institut im ehemaligen Dorf Šentvid etwas außerhalb von Ljubljana festgehalten, das von den Partisanen als Gefängnis genutzt wurde. Einige starben in Šentvid, die meisten wurden jedoch woanders hin transportiert und ermordet.

## Ljubljana
Auf dem Stadtgebiet von Ljubljana wurden fünf Massengräber gefunden. 
- Das Massengrab am Orlov vrh (Adler-Gipfel) (Grobišče Orlov vrh) liegt am südöstlichen Ende des Burgbergs (Grajski grič) im Zentrum von Ljubljana, etwa 580 Meter von der Burg von Ljubljana entfernt. Hier befindet sich ein ehemaliger Militärfriedhof für 146 Soldaten der Heimwehr, die aufgrund der Umstände während des Krieges nicht auf ihren Heimatfriedhöfen begraben werden konnten. Von Dezember 1943 bis Ende April 1945 fanden auf dem Friedhof Bestattungen statt.[3] Nach dem Krieg wurde der Friedhof zerstört und die meisten Überreste an einen unbekannten Ort überführt.[4] Gedenkkreuze die seit 1991 an der Stätte aufgestellt worden waren, wurden wiederholt zerstört.[5]

- Das Massengrab „Großer Brezar-Schacht“ (Grobišče Veliko Brezarjevo brezno) befindet sich im Kucja-Tal (Kucja dolina) am nordwestlichen Stadtrand. Es enthielt die Überreste slowenischer und kroatischer Kriegsgefangenen aus dem St. Stanislaus-Institut im nahe gelegenen Šentvid sowie von männlichen und weibliche Zivilisten.[6]

- Das Massengrab im Kucja-Tal (Grobišče v Kucji dolini) liegt unterhalb des Massengrabes im Großen Brezar-Schacht.[7] Nachdem Sickerwasser aus dem Großen Brezar-Schacht das Grundwasser in der Gegend vergiftet hatte, mussten deutsche Kriegsgefangene am 12. und 13. Juni 1945 die Leichen aus dem Schacht entfernen und sie im nahegelegenen Massengrab am Ende des Kucja-Tals begraben.[5]  Danach wurden auch die deutschen Gefangenen hingerichtet und zusammen mit den von ihnen verbrachten Leichen begraben.[8]

- Das Massengrab Šentvid 1 (Grobišče Šentvid 1) liegt wenige Meter außerhalb der Friedhofsmauer im Bezirk Šentvid, im Nordwesten der Stadt. Es enthält Überreste von Kriegsgefangenen der Heimatgarde, die von britischen Streitkräften aus Kriegsgefangenenlagern in Österreich nach Jugoslawien zurückgebracht wurden, aber starben, bevor sie in die Gegend von Kočevje transportiert werden konnten, wo die meisten von ihnen ermordet wurden.[9][2]

- Das Massengrab Šentvid 2 (Grobišče Šentvid 2) liegt nur wenige Meter vom ersten Grab entfernt und enthält die Überreste deutscher Kriegsgefangener und verwundeter Gefangener.[10]

## Pance
In den Wäldern nordöstlich von Pance wurden vier Massengräber aus dem Zweiten Weltkrieg gefunden. Sie enthalten die Überreste slowenischer Zivilisten, die der Spionage beschuldigt und im Frühjahr 1942 von Partisanen ermordet wurden. 
- Das Massengrab Cirje 2 (slowenisch: Grobišče Cirje 2) ist auch als Grab unter dem Gebüsch (Grobišče Pod grmado) bekannt[11]
- die Massengräber Cirje 3, 4 und 5  auch als Grobišče Ravne[12], Grobišče Cirje[13] bzw. Grobišče Velika Draga.[14]

Die Gräber sind mit Indexnummern an Bäumen gekennzeichnet.

## Selo pri Pancah
In Selo pri Pancah befinden sich 11 bekannte Massengräber aus dem Zweiten Weltkrieg. Sie enthalten die Überreste slowenischer Zivilisten, die der Spionage beschuldigt und im Frühjahr 1942 von Partisanen ermordet wurden. Die Massengräber Vodice 1-10 (slowenisch: Grobišče Vodice 1-10) befinden sich in den Wäldern nordöstlich des Dorfes.
Das Massengrab Cirje 1 (Grobišče Cirje 1), auch bekannt als Massengrab Michaelhügel (Grobišče Miha hrib), befindet sich am Hang des Miha's Hill (Mihov hrib) am linken Ufer des Flusses Pance (Panška reka).